# 머스탱
머스탱(영어: mustang, /ˈmʌstæŋ/)은 북아메리카 특히 미국 서부에서 야생 상태로 서식하는 말이다. 한국어에서는 흔히 무스탕이라고 부른다.
머스탱은 가축화 된 말이 다시 야생화 된 것으로 원래 가축이었던 적이 없는 야생말과는 차이가 있다. 스페인의 식민지 시기 이베리아반도에서 멕시코와 캘리포니아 같은 곳에 들여왔던 말들 가운데 일부가 사람의 손을 벗어나면서 야생화 된 것이 기원이고 그 이후 유럽의 여러 국가에서 들여왔던 다양한 품종의 말이 머스탱의 대열에 합류하였다. 그러나 길들여지지 않은 채 자유롭게 돌아다니는 머스탱 무리 가운데 상당수는 여전히 스페인 말 혈통이 강하게 유지되고 있다. 생물학적 종으로서는 말과 차이가 없다.
머스탱과 목장의 가축 산업이 자연 자원과 토지를 놓고 경쟁 관계에 있다는 논란이 있어 미국 토지관리국은 머스탱의 서식지와 개체수를 파악하여 관리하고 있다. 사유지로 들어간 머스탱은 사로잡혀 다시 가축화 되거나 사냥 당하여 말고기로 팔리기도 한다. 머스탱으로부터 피해를 입고 있다고 주장하는 측은 어차피 말과 머스탱은 생물학적으로 구분되지 않기 때문에 보호할 가치가 없다고 주장한다.
그러나 1971년 미국 의회는 "야생화되어 자유롭게 돌아다니는 말과 나귀는 서부 개척 시대의 역사적 정신을 보여주는 살아있는 상징"이라고 규정하였다. 서부 일대를 자유롭게 돌아다니는 길들여지지 않은 말에 대한 관리와 보호는 미국 토지관리국이 담당하고 있다.

## 어원
머스탱이 종종 "야생마"로 불리지만, 가축화 뒤에 야생으로 돌아가 길들여 지지 않은 것으로 실재 야생말과는 차이가 있다.
옥스퍼드 영어 사전은 영어 머스탱(mustang)이 스페인어 형용사 메스테뇨(mesteño, 주인 없는 / 사나운) 또는 그것의 명사형 메스텡고(mestengo)에서 들여온 외래어라고 설명한다. 16세기 스페인어-영어 사전 편찬자 존 민쇼는 1599년 편찬한 사전에서 메스테뇨와 메스텡고의 번역어로 스트레이어(strayer, 길 잃은 자/ 주인 없는 것)을 선택하였다. 메스네뇨와 메스텡고 모두 "사나운 / 야생의 / 주인 없는" 가축을 가리킬 때 쓰인다. 또 다른 어원으로 지목되는 스페인어 모스트렌코(mostrenco) 역시 같은 의미를 지닌다. 스페인어에서 모스트렌코는 13세기부터 쓰인 오래된 말이고 메스텡고는 15세이 이후 쓰이기 시작한 낱말이다.
중세 스페인 특히 카스티야 연합왕국에서 가축의 목축은 메스타(Mesta)라고 불린 길드가 막강한 권한을 가지고 있었다. 이들은 특히 방목되는 메리노 양 가운데 주인을 찾을 수 없는 것은 길드가 소유하여 관리하였는데, 메스테뇨는 원래 메스타 소유의 가축이란 의미였다가 주인 없는 가축이란 뜻으로 확장되었다. 메스타의 어원은 다시 라틴어 믹스타(mixta, 섞다)로 거슬러 올라간다. 길드의 주요 목적이 육종이었기 때문이다.
18세기부터 20세기 초까지 야생화되어 북미 서부를 떠도는 말을 잡아다 길들여서 시장에 파는 카우보이(또는 바케로)는 "머스탱거스"(Mustangers)라고 불렀다.

## 기원과 특징

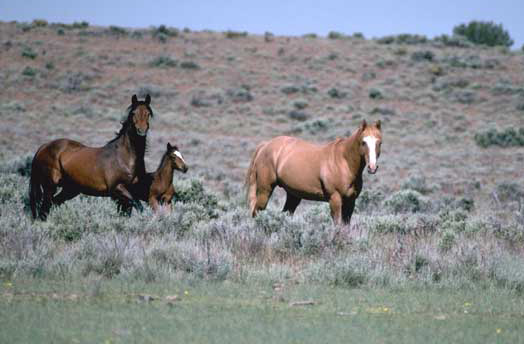
종마와 함께 있는 암말과 망아지 머스탱

머스탱의 기원은 스페인 식민지 시기 아메리카로 데려온 이베리아반도의 말들이다. 이 품종은 인내력이 강하여 악로답파에 능하다. 피모색은 각양 각색이다. 미국 토지관리국이 관리하는 말과 당나귀 무리 관리 구역의 머스탱은 대부분 경주마 형태가 많고 짐말 형태는 드물다. 머스탱은 친연 관계가 가까운 것들끼리 무리를 짓는 습성이 있어서 형태가 다른 말들은 서로 다른 구역에서 무리를 짓고 산다. 머스탱 무리 가운데에는 서러브레드나 쿼터호스와 같은 현대 경주마 품종과 유사한 체형을 보이는데 아마도 아메리카 쿼터호스에서 유래한 것으로 보인다.
오늘날 머스탱 무리 가운데에는 스페인 식민지 시기 이후인 미합중국의 서부 개척 시대와 연관이 있는 무리들도 있다. 목장에서 도망친 것도 있지만 미국 기병대의 말들 가운데 상당수가 여러 전투 와중에 흩어져 야생화되었다. 아이다호의 머스탱 무리 가운데 기병대가 군마로 사용한 서러브레드나 아메리카 쿼터호스 품종이 많이 보이는 것은 그 때문이다.
머스탱은 다시 사로잡혀 길들여지기도 하였다. 네바다의 컬리호스는 머스탱을 다시 길들이는 과정에서 품종화 된 것으로 보인다. 와이오밍의 게이티드호스는 네박자의 독특한 보법을 보이는데 이 역시 머스탱을 다시 길들이는 과정에서 품종화 된 것이다.
머스탱 무리들이 다양한 형태를 지니고 있기는 하지만 여전히 스페인 계통 특징을 보이는 무리가 다수인데, 이는 형태뿐만 아니라 미토콘드리아 DNA를 통한 유전 추적으로도 확인할 수 있다. 말의 품종 전문가들은 특히 애리조나의 세배트 머스탱과 몬태나의 프리오르산 머스탱에서 스페인 계통이 두드러진다고 이야기 한다. 피모색으로 보면 흑갈색을 띄는 듄진이나 배쪽에 흰색 털이 도드라지는 원시형 표지가 있는 머스탱이 스페인 계통의 후손으로 여겨진다.
유전학 연구 결과 머스탱은 단일 혈통으로 되어있기 보다는 스페인 계통, 게이트호스, 짐말, 조랑말과 같은 여러 혈통의 말들 사이의 혼혈이 있었다.
머스탱의 키는 14에서 15 수(142 - 152 cm) 정도로 큰 것도 16 수를 넘지는 않는다. 짐말의 후손 뿐만 아니라 서러브레드와 같은 경주마의 후손도 일반적으로 사람이 기르는 말보다 작은 편이다.

## 역사

### 1493년–1600년
에오세에 북아메리카에 살던 히라코테리움에서 말의 진화가 시작되었지만, 베링육교를 넘어 구세계에 들어온 말의 조상들은 오래전 멸종하였고 오늘날 말은 모두 중앙아시아에서 가축화된 공통 조상의 후손이다. 아메리카 대륙에 다시 말이 살게 된 것은 크리스토퍼 콜룸부스 이후 스페인이 식민지에서 쓰기 위해 자신들의 말을 데려간 이후이다. 콜룸부스는 1493년 두번째 항해에서 카리브해의 이른바 "서인도 제도"에 말을 데리고 갔다. 아메리카에 본격적으로 말이 들어온 것은 에르난 코르테스 시대인 1519년 이후이다. 1525년 코르테스는 멕시코에 교배하여 번식시키기 충분할 만큼의 말을 데려갔다.
나르바에스, 소토, 코로나도와 같은 16세기 탐험가들이 데려간 말들이 멕시코 말의 조상이라는 설이 있지만 억측에 지나지 않다. 1598년 오냐테가 오늘날 미국 남부에 해당하는 지역에 세운 산타 페 데 누에보 멕시코(스페인어: Santa Fe de Nuevo México, 새로운 맥시코의 신심 왕국)에 75마리의 말을 데려와 800마리까지 늘린 것이 안정적인 개체수를 유지하는 첫 말떼로 여겨지고 있다.
16세기 무렵 스페인은 플로리다에도 말을 데려갔다. 이 말들의 일부는 미국 서부의 머스탱과는 다른 경로로 독자적인 야생화를 겪었다.

### 17-18 세기

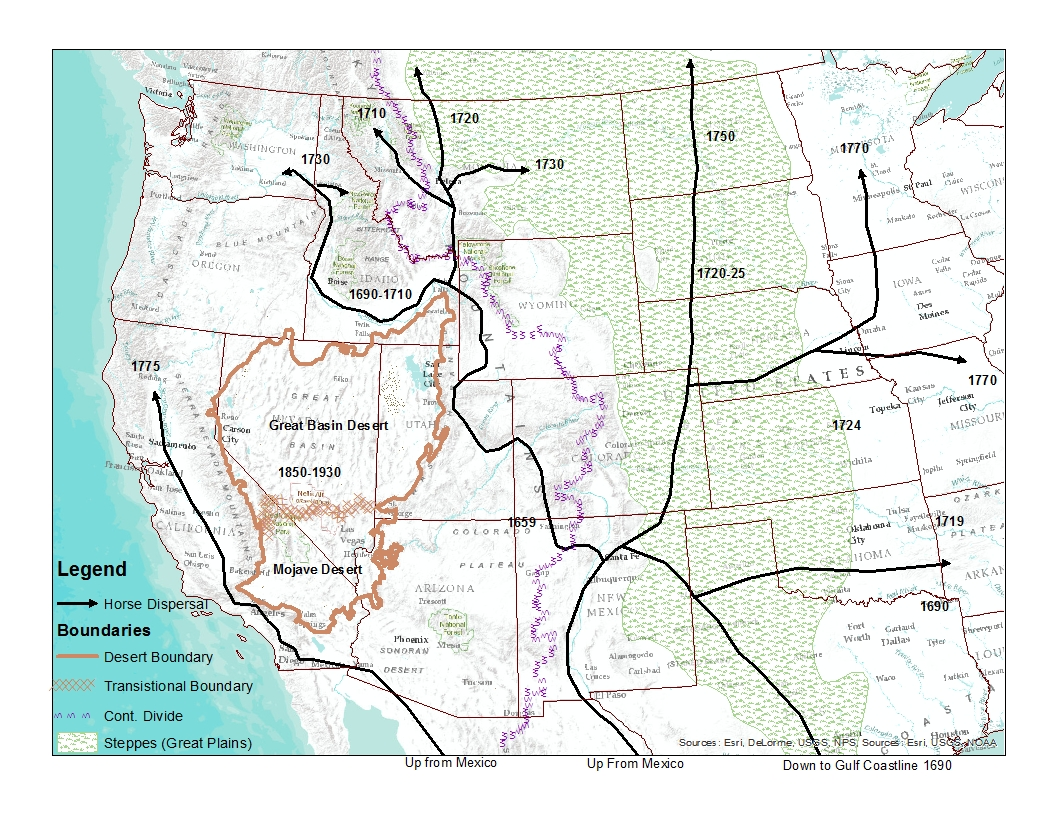
1600년-1775년 사이 아메리카 원주민들이 말을 받아들인 경로

북아메리카 대륙에 말이 들어온 지 얼마 안되어 아메리카 원주민들 역시 말을 이용하기 시작하였다. 말은 짐 나르는 동물로 쓰이던 개의 자리를 대신하였고, 직접 타고 다닐 수 있어서 교통에 편리하였다. 얼마 지나지 않아 아메리카 원주민 사이에서는 거래를 위한 수송뿐만 아니라 전쟁에서도 말은 중요한 자원이 되었다. 말을 타고 아메리카들소를 손 쉽게 사냥할 수 있게 되자 일부 네이션은 농업을 그만 두고 사냥에 전념하게 되었다.
산타페는 1600년대 당시 중요 교역 중심지였다. 스페인은 식민 통치를 하면서 원주민이 말을 타는 것을 법으로 금지했지만, 많은 원주민들이 스페인 출신 이주민들 밑에서 일했고 가축을 돌보고 말을 다루는 방법을 익혔다. 오냐테가 통치하던 식민지는 상당수의 말을 잃었는데 말들을 울타리 없이 방목했기 때문이다. 원주민들은 떠돌아 다니는 가축을 붙잡아 자신들이 사육하였다. 오냐테시기 말은 고기로도 팔렸다. 원주민들은 비교적 쉽게 잡아먹을 수 있는 말들을 사로잡거나 훔쳤다. 그러나 원주민들도 길들이는 방법을 배운 뒤로는 말이 식량 보다는 짐을 나르거나 타고 다니는 데 더 가치가 있다는 것을 알게 되었다. 1660년대 "아파치"들은 사로잡은 다른 부족 사람을 노예로 팔면서 말을 사들였다. 1680년 푸에블로 봉기가 일어나자 막대한 수의 말들이 원주민 손에 들어갔다.
푸에블로 사람들은 아파치, 나바호, 유트에게 말을 팔았고, 말을 타게 된 코만치는 쇼손에게 말을 소개하였다. 동부 쇼손 사람들과 남부 유트 사람들이 뉴멕시코에서 북부 대평원에 이르기까지 새롭게 등장한 말 문화를 전파하는 중심이 되었다. 아메리카 대륙 분수령을 이루는 로키산맥의 서쪽 사면과 사막과 만나는 초원에서는 매우 빠르게 말을 받아들였다. 특히 그레이트베이슨과 콜로라도고원 서부가 이런 지역에 해당한다. 1690년대에 이르면 오늘날 아이다호의 남부까지 말이 전파되었다. 스네이크강 유역에 살던 북부 쇼손이 말을 받아들인 것은 1700년 무렵이었고 1730년 콜로라도 유역 분지와 대평원 북부까지 말이 전파되었다. 1750년 무렵엔 캐나다 앨버타주의 블랙풋도 말을 접하게 된다. 1769년이 되면 북아메리카 중서부의 평원에 사는 대부분의 원주민이 말을 타게 되었다.
이 시기 오늘날 텍사스와 캘리포니아 지역에 있었던 스페인 아메리카 선교회는 방목하던 많은 수의 말들을 잃어버리거나 도둑 맞았다. 선교회는 1769년부터 자체적으로 사용하거나 정착민들에게 판매할 목적으로 말을 길렀는데 1800년 무렵 기르는 말의 수는 2만4천 마리까지 늘어났다. 1805년 캘리포니아에서는 방목하는 말의 수가 너무 많이 늘어났다는 이유로 말들을 죽였다. 당시 대륙분수령의 동쪽에서는 아직 말들의 수가 그렇게 많지 않은 상황이었지만 캘리포니아에서 만큼은 이례적으로 많은 수의 말들이 번식하였다.
18세기 후반 미시시피강 상류와 오대호 인근 지역의 아메리카 원주민은 프랑스와의 교류를 통해 말을 받아들였다. 1770년 무렵 스페인 계통이 말 역시 이 지역에 들어오게 되고 세인트루이스에는 캐나다에서 넘어 온 말들이 등장했다.

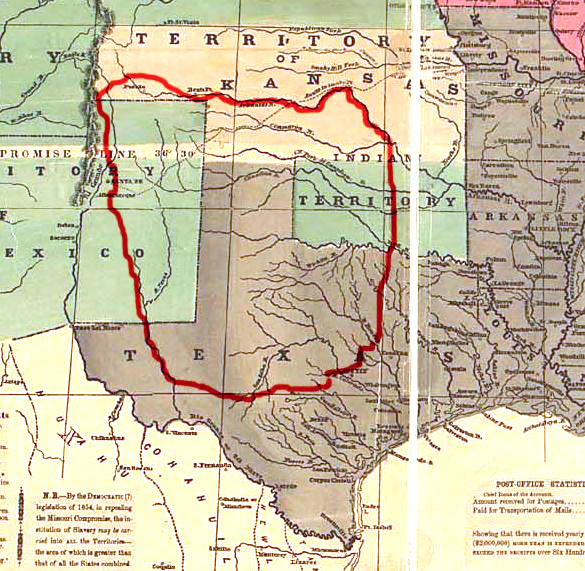
1850년 무렵의 코만치 영토 1800년 이래 이 지역엔 수 많은 말들이 떠돌았다.

1542년 맥시코에서 텍사스로 말이 도입되었지만 1685년 알론소 데 레온이 700마리의 말을 가지고 오기 전까지 안정적으로 유지되는 말떼는 없었다. 방목되는 말이 수천 마리로 불어나게 되자 그 중 일부는 다양한 경로를 거쳐 떠도는 말이 되었다. 1787년이 되면 "자유롭게 떠도는 말과 가축"의 수는 8천 여 마리까지 늘어나게 된다. 리오그란데강에서 팔로 듀로 캐년에 이르는 텍사스 중서부는 당시 미국에서 떠도는 말이 가장 많은 곳으로 알려졌다. 사람의 손을 떠나 떠도는 말은 미국 서부에서 1700년대 후반부터 크게 늘었고 오늘날의 텍사스, 오클라호마, 콜로라도, 뉴멕시코 지역에 흩어져 살았다.

### 19세기
파이크스 피크를 탐험한 제불론 파이크는 1808년 "머스탱이라고 불리는 야생마 무리"에 대한 기록을 남겼다. 1821년 텍사스의 스티븐 오스틴은 자신의 일기에 150 마리의 머스탱을 보았다고 기록하였다.
전성기 머스탱의 개체수 추정은 자료마다 큰 편차가 있다. 1971년 관련 법령이 제정되기 전까지 개체수 조사가 이루어진 적이 없기 때문이다. 그 이전의 수치는 그저 추정치일 뿐이다. 일부 자료는 북아메리카 서부의 머스탱 수를 단순히 "수백만"이라고 언급하고 있다. 1959년 지리학자 톰 L. 맥나이트는 18세기 후반에서 19세기 초반이 머스탱의 전성기라고 보고 "2백만에서 5백만 마리 사이"가 가장 그럴듯한 추정치라고 제안하였다. 미국의 민속학자 J. 프랭크 도비는 1848년 있었던 멕시코-미국 전쟁 무렵이 머스탱의 전성기였을 것이라 가정하면서 "내 생각엔 그 때도 텍사스에서 머스탱이 1 백만을 넘기는 경우는 없었을 것이며 서부 전체에서도 마찬가지"였을 것이라고 의견을 밝힌 바 있다. J. 에드워드 드 스테이거는 도비가 밝힌 낮은 추정치 마저도 너무 크게 잡은 것이 아닌가 하는 의문을 제기하였다.
1839년 텍사스를 두고 벌어진 미국과 멕시코의 분쟁 과정에서 한 때 국경이었던 누에시스강과 오늘날 국경인 리오그란데강 사이의 지역인 "누에시스 지대"의 멕시코인들에게 추방령이 떨어졌을 때 많은 멕시코인들은 말을 비롯한 가축을 버리고 갈 수 밖에 없었다. 율리시스 S. 그랜트는 회고록에서 누에시스강과 리오그란데강 사이의 텍사스 지역에 대해 "오른쪽으로 눈을 들어 볼 수 있는 머나 먼 곳까지 어디나 머스탱 무리가 있었다. 왼쪽도 마찬가지였다. 얼마나 있는 지 추정할 수도 없었는데 로드아일랜드나 델라웨어 쯤은 다 덮고도 남을 것 같았다"고 적었다. 1848년 멕시코-미국 전쟁의 결과 멕시코 할양지가 미국 영토가 되었을 무렵부터 머스탱은 사로잡히거나 북부와 동부로 쫓겨나기 시작했고 1860년 무렵이 되면 이 지역에서 거의 사라졌다.
보다 서쪽에선 존 비드웰이 1841년 훔볼트 싱크 근처에서 떠도는 말을 보았다는 기록을 남겼다. 존 C. 프리몬트가 캘리포니아에서 수천 마리의 무리를 보았다고 기록하고 있지만 그가 정확한 지명을 밝힌 것은 네바다에 속하는 그레이트베이슨의 피라미드호뿐이고 그가 만난 원주민들은 말이 없었다. 1861년 네바다의 스틸워터 산지에서 떠도는 말이 보였다는 기록이 있다. 1800년대 네바다에서 보인 떠도는 말은 정착민의 농장에서 달아난 말들일 것으로 보인다.

### 20세기
20세기 초 스페인-미국 전쟁과 제1차 세계 대전 군마 사용을 위해 수천마리의 떠돌이말을 사로잡았다.
1920년 미국 정부에서 짐말을 관리하던 밥 브라이슬론은 더 이상 야생의 머스탱을 찾기가 어려워 머스탱을 다시 가축화하여 품종을 만든 스페인 머스탱을 기르고 있다고 기록하였다. 1934년 J. 프랭크 도비는 "야생마 무리는 네바다와 와이오밍, 기타 서부 주들에 극소수만이 남아있다"면서 "그들 대부분은 스페인 혈통이다"고 적었다. 당시의 다른 자료도 남아있는 머스탱이 대부분 스페인 계통이라고 적고 있다.
1930년 미국 서부에서 5만에서 15만 마리로 추산되는 거대한 떠돌이 말 무리가 새롭게 발견되었다. 이 무리들은 국유지 관리국이 관리하는 서부 11개 주의 국유림에 흩어져 살고 있었다. 그러나 1950년대가 되면 머스탱의 개체수는 2만5천 마리까지 떨어지게 된다. 당시까지도 머스탱을 사냥하는 악습이 이어지고 있었기 때문이다. 사람들은 심지어 물에 독을 풀거나 비행기를 타고 다니며 머스탱을 사냥했다.
1959년이 되어서야 떠돌이 말에 대한 보호가 시작되었다. 초기의 보호 법안은 비행기나 자동차를 사용한 사냥 금지와 독물에 의한 사냥 금지를 규정하는 정도였다. 머스탱 보호 활동가로 "야생마 애니"로 불리던 벨마 브론 존스턴이 주도한 이 법안은 "야생마 애니 법"으로 대중에게 알려졌다. 1971년 미국 의회가 "야생 떠돌이 말과 나귀 법"을 제정하여 보호의 범위와 대상이 확대되었다.
1971년 "야생 떠돌이 말과 나귀 법"은 토지관리국이 관리하는 국유지 및 공유지 내의 말과 나귀를 보호하는 법으로 국유림에 대해서는 미국 산림청이 동일한 권한을 행사하도록 하고 있다. 소수의 떠돌이 말에 대해서는 미국 어류 야생동물청이 관리하고 있고 국립공원에서 보호하고 있는 말들도 있지만 대다수의 머스탱은 이 법률에 의해 토지관리국이 관리하고 있다.

### 현황

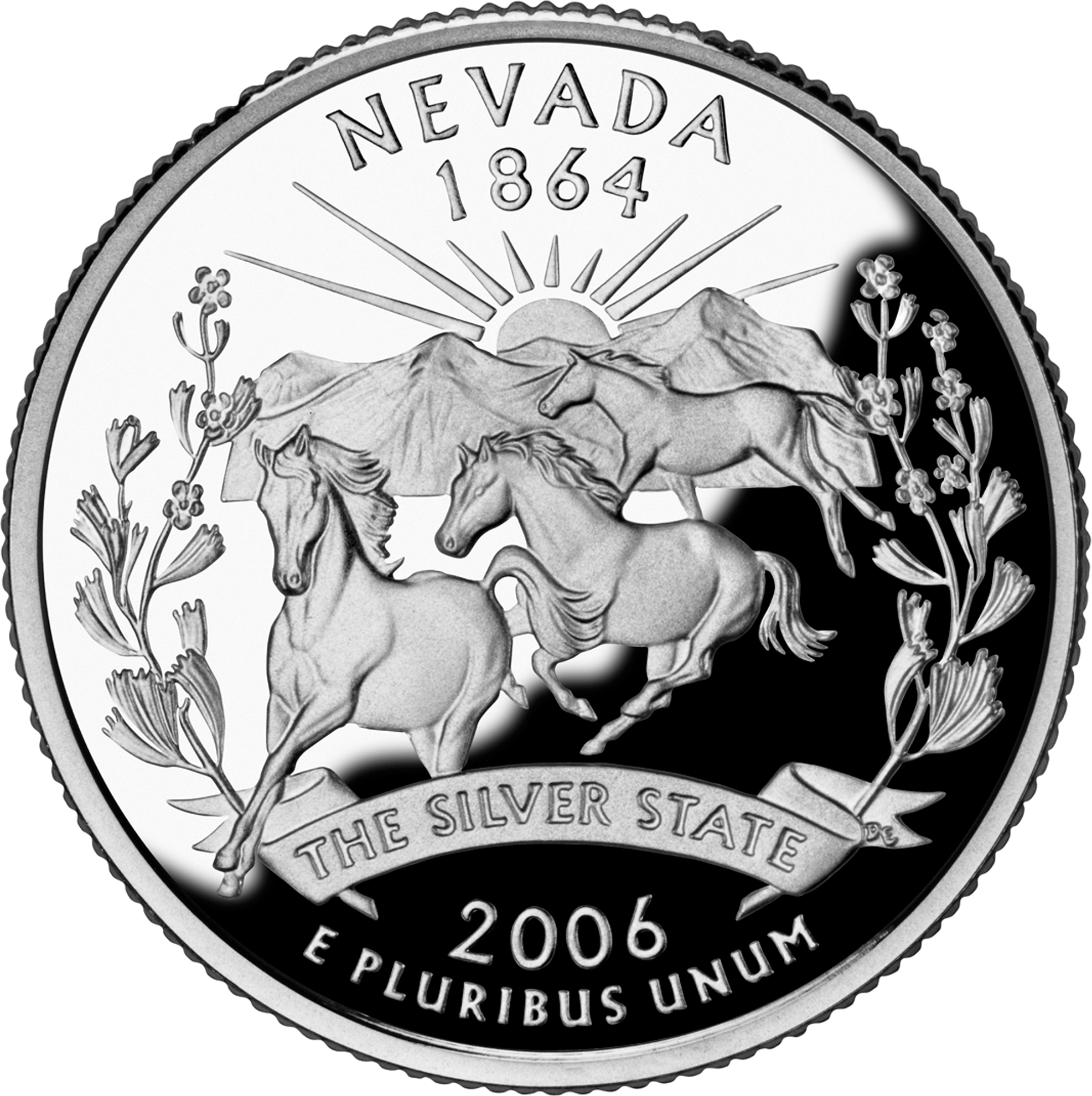
머스탱이 그려진 네바다의 50주 쿼터 주화

2018년 조사 기준 토지관리국이 보호하고 있는 떠돌이 말과 나귀는 모두 25,300 마리로 이 가운데 머스탱은 17,300 마리이다. 이는 토지관리국이 관리하고 있는 국공유지 안의 머스탱만을 조사한 것으로 토지관리국은 "적정 개체수"를 2만6천 마리로 산정하고 있다.
미국의 머스탱 가운데 반 이상이 네바다에 살고 있어서 네바다주는 머스탱을 묘사한 주화를 발행하기도 하였다. 나머지 무리들은 캘리포니아, 오리건, 유타, 몬태나, 와이오밍 등에 흩어져 살고 있다.

## 토지 사용 논란
머스탱은 미국 서부 초원의 생태적 지위, 목장에서 기르는 가축과의 경쟁, 생물학적 보호 가치 등을 두고 많은 논란을 벌여왔다. 국공유지의 머스탱 보호를 지지하는 사람들 가운데도 일부는 머스탱이 자연의 일부가 아닌 "문화적 소산"이기 때문에 개체수 조절이 필요하다고 생각한다. 한편에서는 머스탱이 이미 미국 서부 생태계의 일원으로 자리 잡았기 때문에 인위적 조절은 필요하지 않다고 주장한다. 머스탱의 생태적 지위를 인정하는 측은 "떠돌이 말"이라는 명칭 보다는 "야생마"라는 명칭을 선호한다. 비록 현대의 머스탱이 가축에서 시작하였지만 지금은 멸종한 북아메리카에 살던 생물학적 선조의 지위를 이어받았다는 것이다. 이 두 논쟁은 말의 조상 종이 멸종한 1만년 전 이후 지금까지 아메리카의 생태계가 어떤 변화를 겪어 왔는 지를 두고 이견을 보이고 있다.
국제 비영리 기구인 야생 협회는 머스탱을 외래종으로 규정한다. 야생 협회는 멸종한 말의 선조가 살던 시기에 비해 현재 미국 서부의 생태계는 더욱 건조한 환경이고 떠돌이 말과 나귀의 생태적 역할도 그 때와는 다르다고 밝히고 있다. 따라서  머스탱은 현대의 말이 도래하기 이전에 형성된 토박이 대형 초식 동물의 생태적 지위를 놓고 경쟁을 벌이고 있다는 것이다. 2013년 미국 자연 조사 위원회는 북아메리카의 생태계에 말이 다시 등장한 이후 동식물계의 생태 양상이 변화하였다고 보고하면서, 현재의 시점에서 토착종 또는 외래종의 구분보다는 토지관리국이 관리하는 토지를 어떻게 사용하고 있는 지가 이들 생물들의 생활에 더 큰 영향을 미친다고 서술하였다.
머스탱 보호를 지지하는 사람들은 방목되는 소나 양 같은 가축에 비해 머스탱이 먹이를 찾기 힘든 여건에 처해 있다고 생각하지만, 목장주와 다른 농업 종사자들은 농촌 경제를 위해서는 가축의 방목지가 더 확장되는 것이 마땅하다고 주장한다.
머스탱과 가축의 먹이 경쟁에 대한 논쟁에서 머스탱의 생태적 지위 문제가 논란이 되었다. 머스탱 보호를 지지하는 사람들은 말의 경우 보다 건조한 환경에서 거친 풀을 먹을 수 있도록 진화되었기 때문에 머스탱 무리는 가축이 살지 못하는 보다 건조한 지역까지 무리를 지어 살고 있다고 지적한다. 말은 먹이와 물을 찾기 위해 더 멀리 이동하여 소의 경우 보다 이동 거리가 5배에서 10배에 이르고 소화 기관도 보다 오랫 동안 되새김질 하고 맹장도 더 소화를 잘하도록 여러 개의 구획으로 나뉘게 되었다. 이러한 이유로 말은 소보다 적게 먹고도 더 많은 에너지를 효율적으로 사용할 수 있다.
그러나 실제로는 말 역시 먹이가 풍부한 초지를 마다하는 것은 아니어서 토지관리국의 조사에 따르면 소와 말의 먹이 소비량은 엇비슷하였다. 또한 현대의 방목 목축 역시 소나 양이 먹이를 먹고 난 다음 다시 풀들이 자라는 기간 동안 다른 곳으로 가축을 이동시켜 초지의 재생산을 기다리기 때문에 연간으로 보면 소가 먹는 풀의 양 역시 말과 크게 다르지 않다. 게다가 말의 치아는 풀을 보다 바싹 뜯어 먹기 때문에 새로 풀이 자라는 데 더 많은 시간이 걸린다.

## 관리와 입양

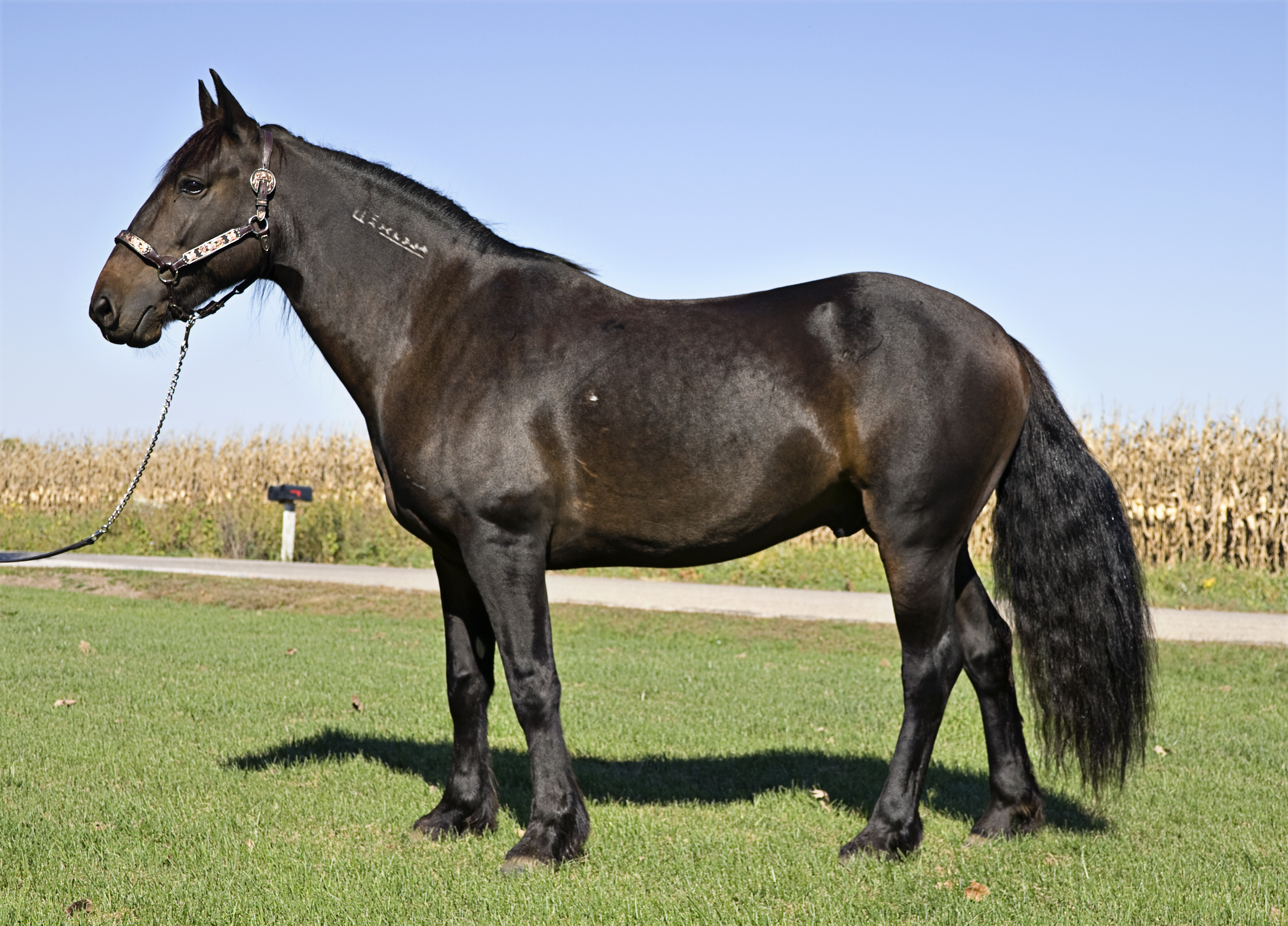
포획되어 목에 저온 낙인이 새겨진 머스탱

미국 토지관리국은 의회의 감독아래 있으며 1971년 야생 및 떠돌이 말과 나귀 법, 1976년 연방 토지 관리 정책 법에 의거하여 관리 토지 안의 떠돌이 말과 나귀에 대한 보호, 관리, 조절 업무를 하고 있다. 2013년 기준 머스탱 무리의 개체수는 해 마다 20% 이상 급증하고 있기 때문에 토지관리국은 개체수 조절과 관리에 어려움을 겪고 있다. 먹이가 뒷받침 되지 않을 정도로 개체수가 증가하면 급작스런 기아에 시달릴 수 있다.
오늘날 미국 서부의 생태계에서 다 자란 머스탱을 사냥할 수 있는 포식자는 흔하지 않고, 그나마 있는 포식자도 무리의 증가 속도를 줄이기엔 역부족이다. 머스탱을 사냥하는 포식자로는 늑대와 퓨마 정도가 있는데 이들 포식자 역시 개체수에서 위기를 겪고 있기 때문이다. 늑대는 예전부터 보기 드물었고 머스탱이 가장 많이 서식하는 그레이트베이슨 지역에는 아예 늑대 서식지가 없다. 캐나다의 앨버타주에서는 늑대가 머스탱을 사냥하는 경우가 보고되고 있지만, 미국의 경우엔 기록이 없다. 퓨마의 경우 미국에서 머스탱을 사냥하는 것이 기록되어 있지만, 그 수도 적고 대부분 망아지를 잡아 먹는다.
1971년 법률에 따라 토지관리국의 주요 업무 가운데 하나는 연방 국유지 안의 떠돌이 말과 나귀에 대한 관리이지만 개체수 조절을 위한 포획에 대해서는 특별히 정해진 규칙이나 방법이 없다. 이 때문에 포획과정에서 머스탱이 극심한 스트레스를 받고 있다. 토지관리국은 헬리콥터나 차량, 심지어 총기를 이용하여 머스탱을 한 구역으로 몰아넣은 다음 포획하는데, 이 과정에서 머스탱은 부상을 입거나 죽기도 한다.
1978년 이후 사로잡힌 머스탱은 희망하는 개인에게 입양비를 받고 분양되고 있다. 당국은 희망자가 오랜 기간 동안 인도적으로 머스탱을 기를 수 있는 지 확인하고 기본 입양비 125 달러 이상의 입양비를 받고 분양한다. 분양 뒤로도 머스탱은 관련 법률의 보호를 받으며 1년이 지난 뒤 다시 상태를 확인하여 인도적인 관리를 받고 있음이 확인되면 분양 절차를 마무리한다. 분양 절차가 마무리 되면 입양자는 머스탱을 자신의 소유로 등록할 수 있다.
기존의 개체수 조절을 위해 포획된 머스탱은 대개 안락사 시켰지만, 토지관리국은 안락사의 "장기 유보" 정책을 실시하고 있다. 이러한 장기 유보 정책은 말 한 마리당 연간 5만 달러의 비용이 소요된다. 2004년 12월 8일 미국 의회는 떠돌이 말과 나귀 법안의 부칙을 추가하여 10 살 이상의 포획된 말에 대해서는 제한 없이 판매를 허용하고 입양이 실패한 경우도 3회까지 재입양을 허용하도록 하였다. 1978년 머스탱 입양이 시작된 이래 이 부칙 제정 전까지 토지관리국은 포획한 머스탱의 판매가 금지되어 있었다. 다만 도축을 위한 판매는 여전히 금지여서 토지관리국은 구매자에게 머스탱을 도축업자에게 재판매 할 수 없음을 고지한다. 2017년 도널드 트럼프 대통령은 의회를 압박하여 머스탱의 안락사 재개와 도축을 위한 판매 허가를 종용한 바 있다.
입양 대상이 된 머스탱은 100일에 걸쳐 길들여진 뒤 경매를 통해 입양 절차에 들어간다. 2017년 태어난 머스탱 망아지는 1만 마리 정도로 이 가운데 2천5백 마리 정도가 입양 절차에 들어갔다. 입양 만으로는 머스탱의 개체수를 조절할 수 없기 때문에 다 자란 말에 대한 중성화 시술도 병행되고 있고 암 수 무리를 따로 격리하거나 자연적인 조절 방법도 사용된다.
포획된 머스탱은 왼편 목에 액체 질소나 드라이아이스를 이용하여 저온 낙인을 세겨 넣는다. 낙인은 알파 앵글 시스템을 이용하여 태어난 해와 고유 번호를 표시한다.

## 같이 보기
- 클렙 대 뉴멕시코 사건
- 벨마 브론 존스턴

## 참고 문헌
- Bennett, Deb (1998). 《Conquerors: The Roots of New World Horsemanship》 1판. Solvang, California: Amigo Publications. ISBN 978-0-9658533-0-9.
- Budiansky, Stephen (1997). 《The Nature of Horses: Exploring Equine Evolution, Intelligence, and Behavior》. New York: Free Press. ISBN 9780684827681.
- de Steiguer, J. Edward (2011). 《Wild Horses of the West: History and Politics of America's Mustangs》. Tucson: University of Arizona Press. ISBN 9780816528264.
- Dobie, J. Frank (2005) [1952]. 《The Mustangs》 paperback판. Boston: Little, Brown and Company. ISBN 9780803266506.
- Haines, Francis (July 1938). “The Northward Spread of Horses Among the Plains Indians” (PDF). 《American Anthropologist》 (Wiley) 40 (3): 429–437. doi:10.1525/aa.1938.40.3.02a00060. 2015년 6월 13일에 확인함.
- Haines, Francis (January 1938). “Where Did the Plains Indians Get Their Horses?” (PDF). 《American Anthropologist》 40 (1): 112–117. doi:10.1525/aa.1938.40.1.02a00110. 2015년 5월 19일에 확인함.
- McKnight, Tom L. (October 1959). “The Feral Horse in Anglo-America”. 《Geographical Review》 49 (4): 506–525. doi:10.2307/212210. JSTOR 212210.
- Masters, Ben (2017년 8월 9일). “Mustangs in Crisis”. 《Western Horseman》. 2018년 5월 8일에 원본 문서에서 보존된 문서. 2021년 3월 23일에 확인함.
- Committee to Review the Bureau of Land Management Wild Horse and Burro Management Program (2013). 《Using Science to Improve the BLM Wild Horse and Burro Program: A Way Forward》. Washington DC: Board on Agriculture and Natural Resources, Division on Earth and Life Studies, National Research Council, National Academies Press. ISBN 9780309264976.
- Sherrets, Harold (1984). “The Taylor Grazing Act, 1934-1984, 50 Years of Progress, Impacts of Wild Horses on Rangeland Management”. Boise: Bureau of Land Management, Idaho State Office.
- Wyman, Walker D. (1966) [1945]. 《The Wild Horse of the West》. Lincoln: University of Nebraska Press. ISBN 978-0803252233.
- Roe, Frank Gilbert (1974) [1955]. 《The Indian and the Horse》. Norman: University of Oklahoma Press.
- Luís, Cristina; Bastos-Silveira, Cristiane; Cothran, E. Gus; Oom, Maria do Mar (2005년 12월 21일). “Iberian Origins Of New World Horse Breeds”. 《Journal of Heredity》 97 (2): 107–113. doi:10.1093/jhered/esj020. PMID 16489143. 2013년 11월 22일에 확인함.
- Morin, Paula (2006) Honest Horses: Wild Horses of the Great Basin. Reno: University of Nevada Press
- Nimmo, D. G.; Miller, K. K. (2007) Ecological and human dimensions of management of feral horses in Australia: A review. Wildlife Research, 34, 408–417
- Text of Wild Free-Roaming Horse and Burro Act of 1971